# Rope (Einheit)
Rope, das Seil, der Strick oder die Leine, wird zu den Längenmaßen im Angloamerikanischen Maßsystem gerechnet.
Die Maßkette war
- 1 Rope = 6,096 Meter = 20 Feet/Fuß (US) = 4 Grades
  - 1 Grade = 1,524 Meter = 5 Feet/Fuß (US) = 2 Paces
    - 1 Pace = 1 Step = 0,762 Meter = 2,5 Feet/Fuß (US) = 5 Shaftments
- 5 Ropes = 30,48 Meter = 100 Feet/Fuß (US) = 1 Ramsden chain